# Аху Акиви
Аху Акиви је један од најважнијих ахуа на Ускршњем острву. Изграђен је око 1500. године и на себи носи 7 моаиa. Аху Акиви је био предмет прве озбиљне обнове на Ускршњем острву којег су се прихватили археолози Вилијам Мулој и Гонзало Фигуероа, и посао су привели крају са одличним резултатима. Аху Акиви је изграђен астрономски прецизно, а његових 7 моаиа гледа према месту где сунце залази. Када су се градили у 16. веку прво је изграђена платформа на којима данас стоје па тек онда је почето прављење 7 моаиа. Аху Акиви су једини моаи који су окренути према мору.Рестауриран је 1960.. Налази се на јужној страни острва и окружен је поприлично равним земљиштем.